# Lipastrotethya strongyloxea
Lipastrotethya strongyloxea är en svampdjursart som först beskrevs av Pedro M. Alcolado och Gotera 1986.  Lipastrotethya strongyloxea ingår i släktet Lipastrotethya och familjen Dictyonellidae.
Artens utbredningsområde är Kuba. Inga underarter finns listade i Catalogue of Life.